# Daux
Daux – miejscowość i gmina we Francji, w regionie Oksytania, w departamencie Górna Garonna.
Według danych na rok 1990 gminę zamieszkiwały 1144 osoby, a gęstość zaludnienia wynosiła 68 osób/km² (wśród 3020 gmin regionu Midi-Pireneje Daux plasuje się na 303. miejscu pod względem liczby ludności, natomiast pod względem powierzchni na miejscu 682.).

## Zabytki

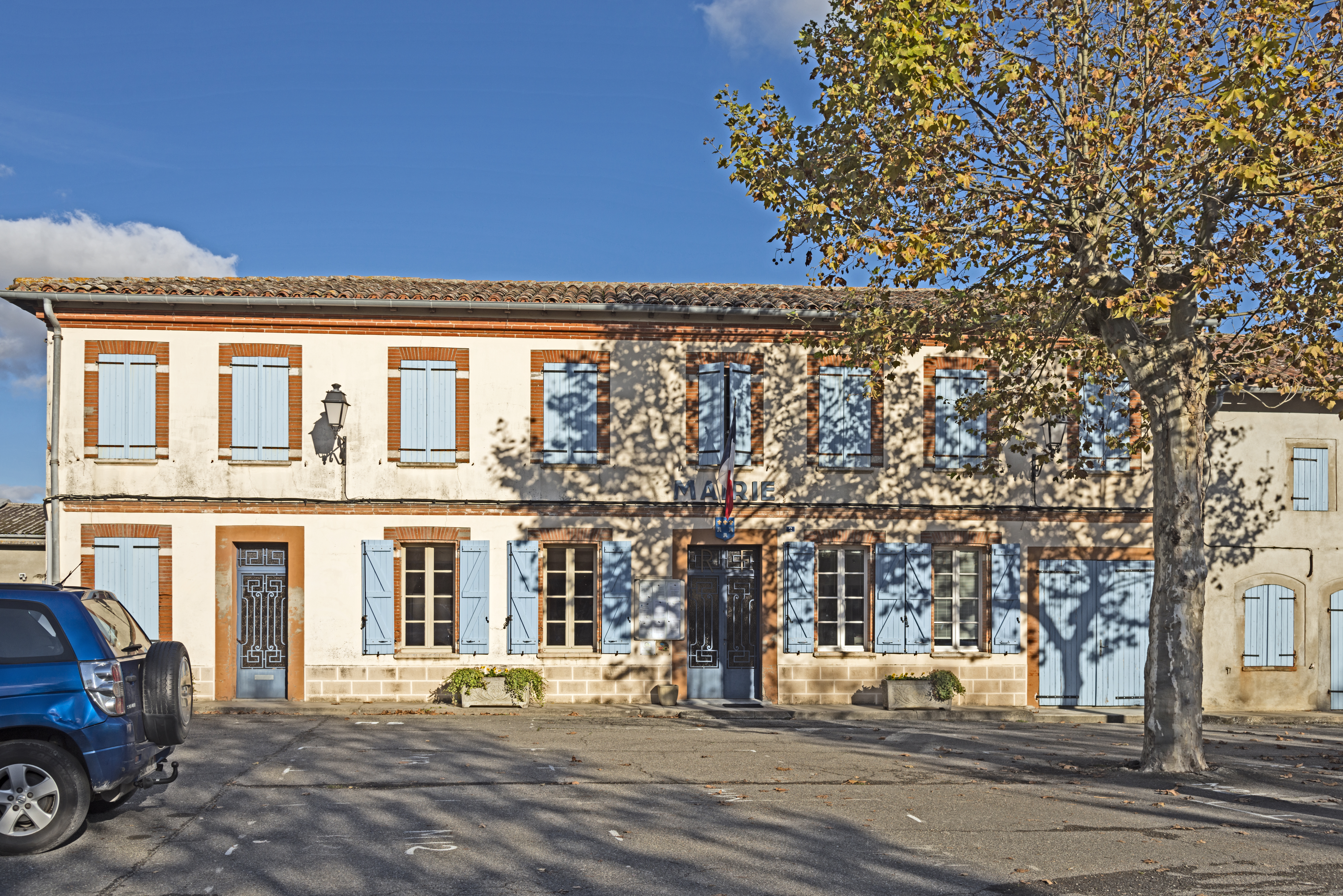
Ratusz
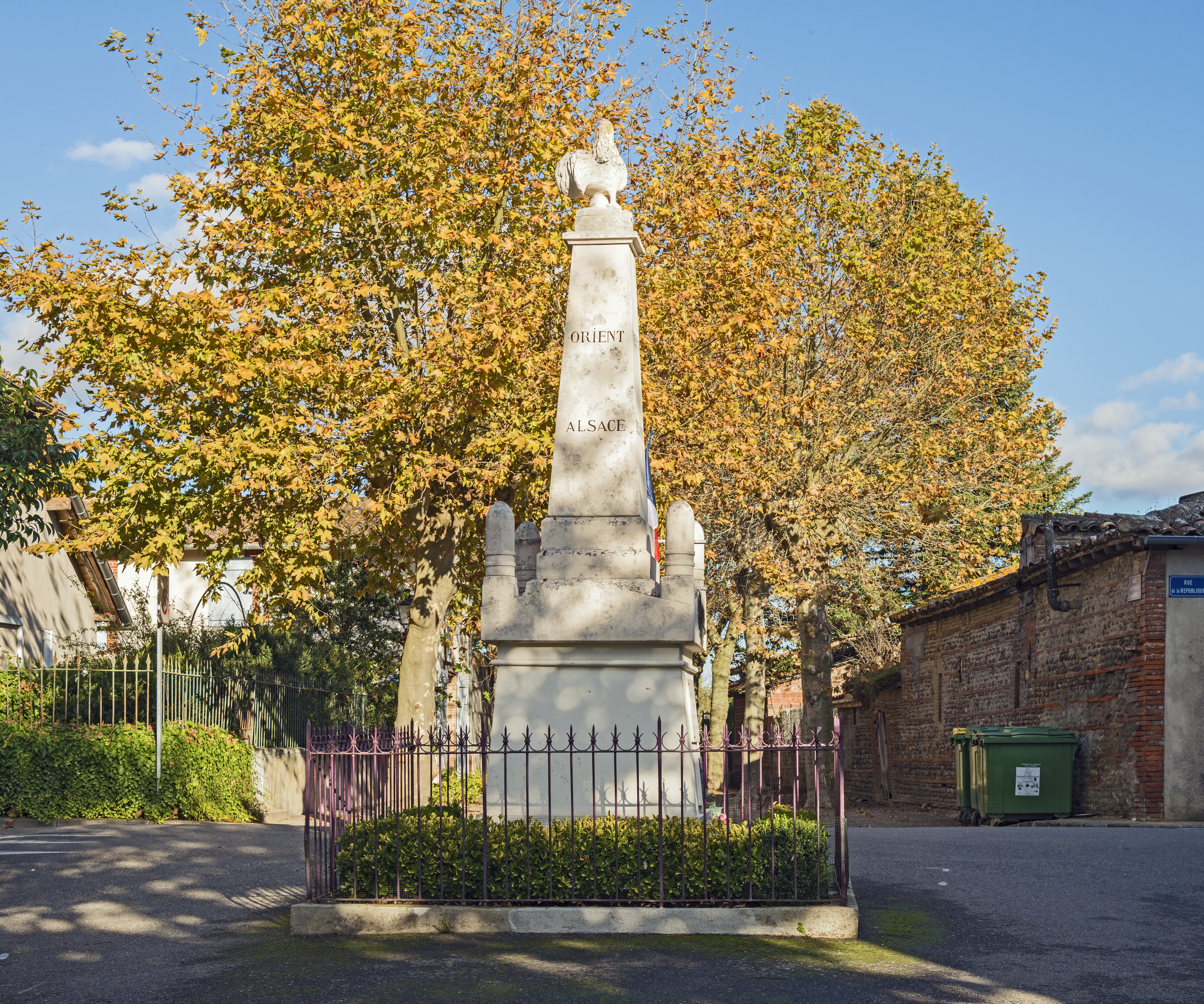
Pomnik wojenny
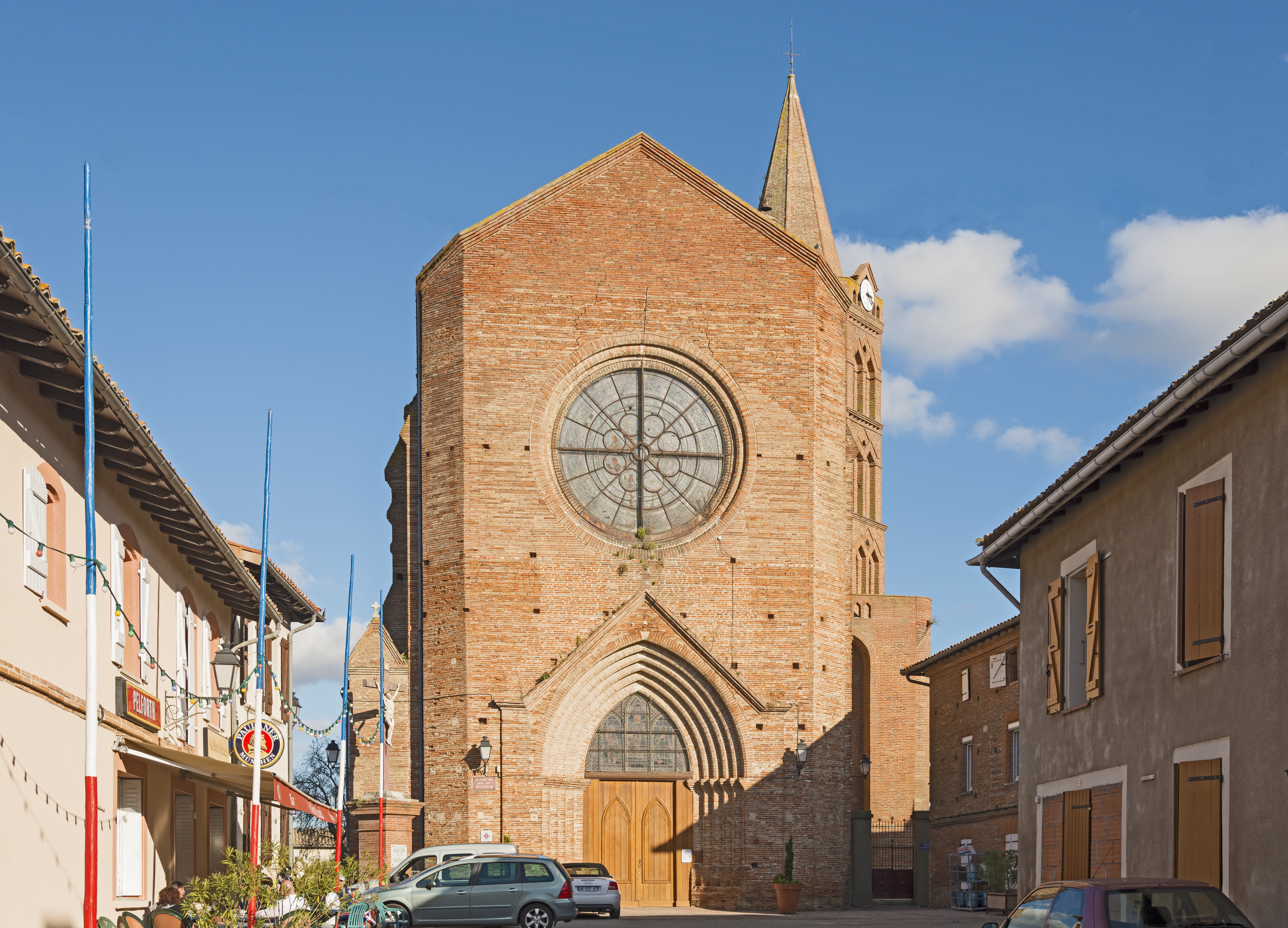
Kościół
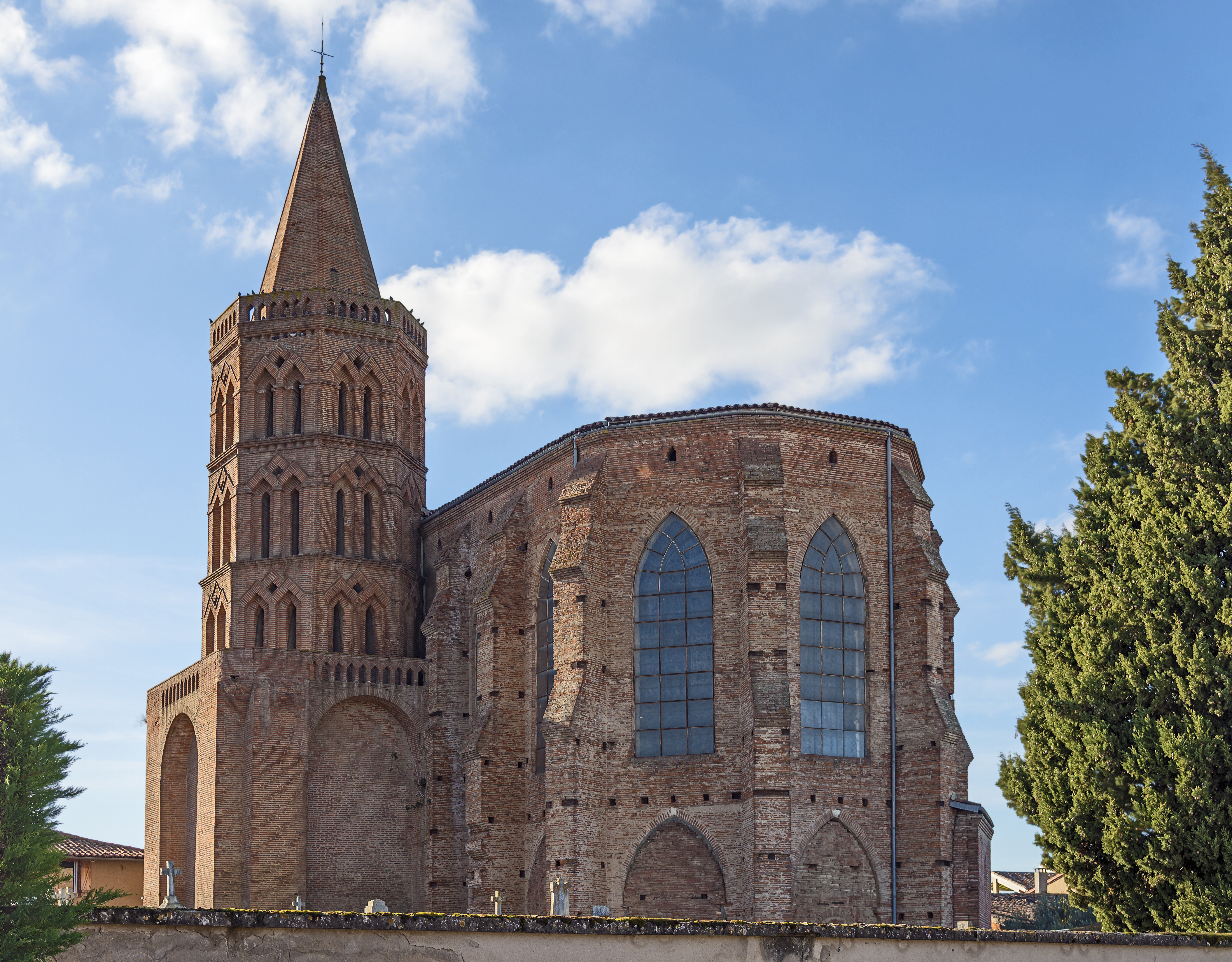
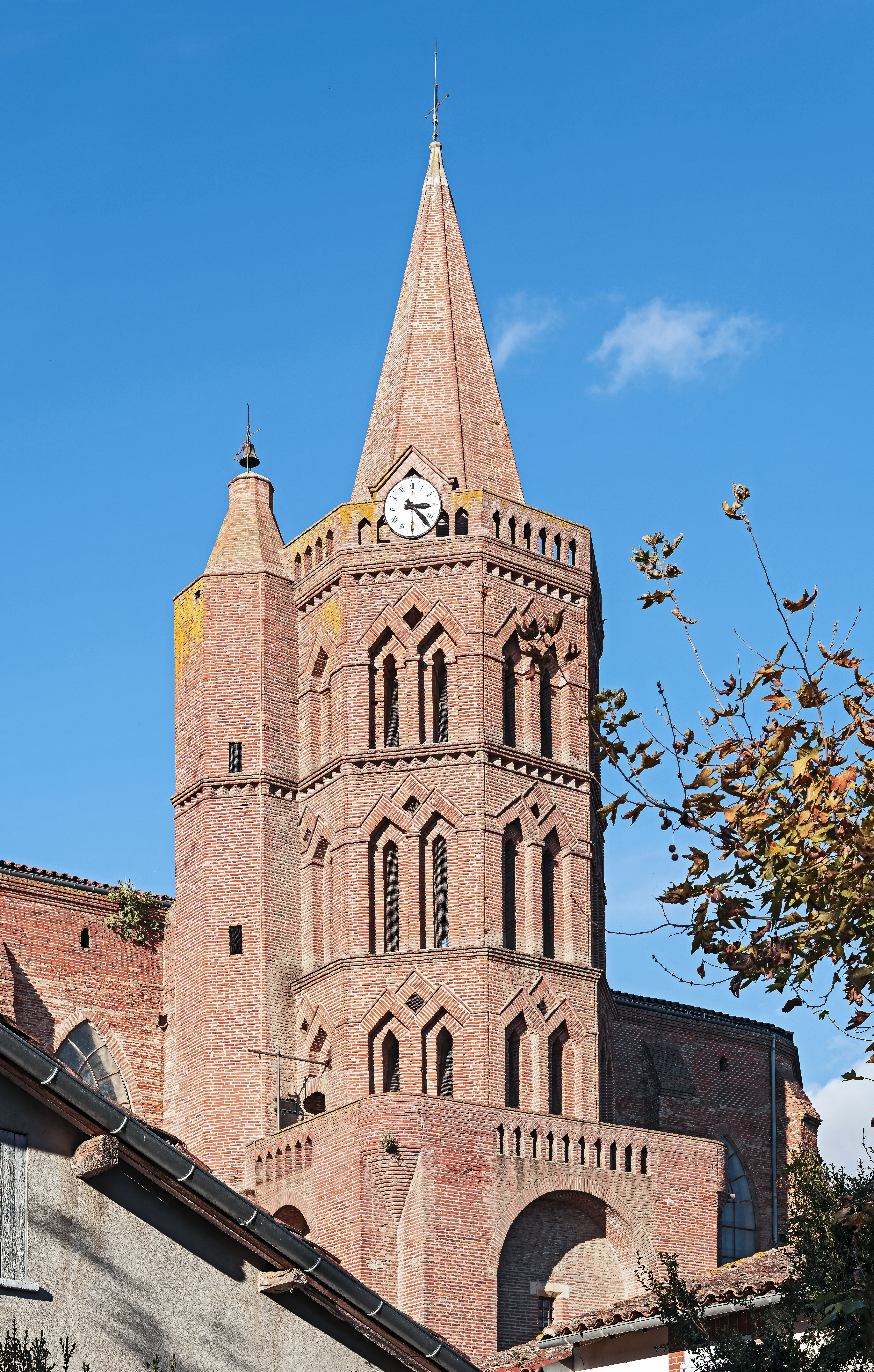